# Пекинский дворец спорта трудящихся

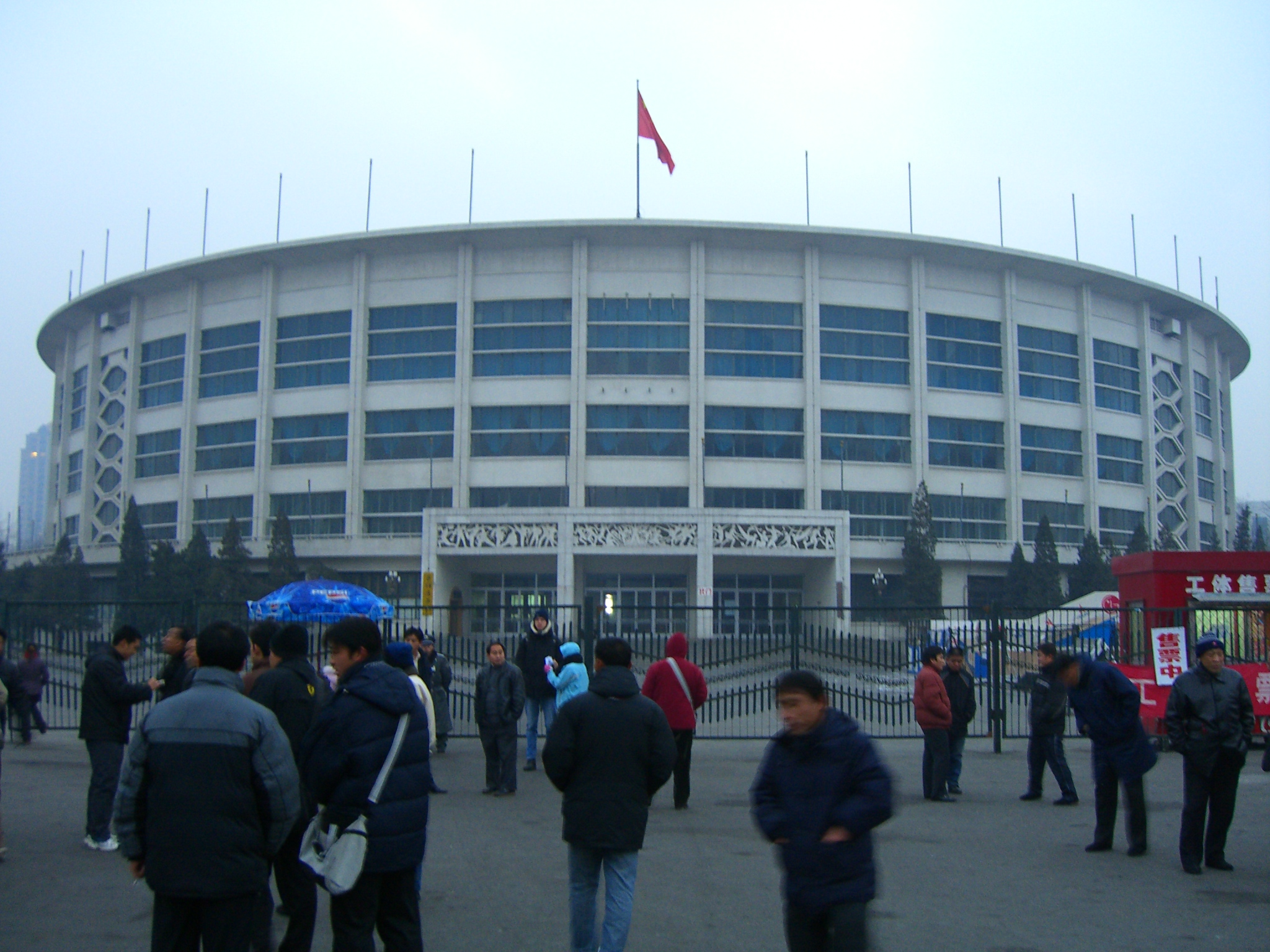
Пекинский дворец спорта трудящихся

Пекинский дворец спорта трудящихся (кит. упр. 北京工人体育馆, пиньинь Běijīng Gōngrén Tǐyùguǎn) находится в пекинском районе Чаоян, к западу от Стадиона трудящихся. Вместимость — 13.000 человек.
Дворец спорта был построен к 1961 году для проведения 26-го чемпионата мира по настольному теннису. К 2008 году он был подвергнут реконструкции, и во время Летних Олимпийских игр 2008 года в нём проходили соревнования по боксу, а во время Летних Параолимпийских игр 2008 года — соревнования по дзюдо. Это один из 11 объектов, восстановленных к Олимпийским играм.